# Соуза, Винисиус
Винисиус де Соуза Коста (род. 19 июня 1999, Рио-де-Жанейро) — бразильский футболист, опорный полузащитник клуба «Вольфсбург»

## Биография
Родился 19 июня 1999 года в Падре Мигеле, пригороде Рио-де-Жанейро. Попал в молодежную систему «Фламенго» в 2014 году, начал выступление за команду игроков младше 15 лет под руководством тренера Зе Рикардо.
9 марта 2019 года дебютировал за основу команды, сыграв несколько минут против «Васко да Гамы» на стадионе «Маракана».
После перехода Густаво Куэльяра в «Аль-Хиляль» в августе 2019 года главный тренер Жоржи Жезуш окончательно перевел Винисиуса в основу команды. Португальский тренер очень хвалил его игру, сравнивая со своим бывшим игроком Неманьей Матичем.
В 2020 году перешел в бельгийский клуб «Ломмел» за 2,5 миллиона евро, но вскоре был отправлен в аренду в «Мехелен».
Прогресс игрока не остался незамеченным и привлек интерес испанского клуба «Эспаньол», который взял игрока в аренду до 30 июня 2023 года.
За испанский клуб провел 34 матча в Ла Лиге, забив 1 гол и отдав 1 голевую передачу.
9 августа 2023 года подписал четырехлетний контракт с «Шеффилд Юнайтед».

## Достижения
- Кубок Либертадорес: 2019
- Рекопа Южной Америки: 2020
- Чемпионат Бразилии по футболу (Серия A): 2019
- Суперкубок Бразилии по футболу: 2020
- Лига Кариока: 2019, 2020